# علي النمر
علي النمر هو أحد الشخصيات التاريخية، ورجل حرب، وشهيد من شهداء الثورة التحريرية الجزائرية من منطقة مروانة بجبال الأوراس.

## نشأته
ولد علي النمر في 16 مارس 1925 في مشتة أم الرخاء بدوار حيدوسة قرب مروانة التي كانت تدعى في العهد الاستعماري البائد بالبلدية المختلطة بلزمة أو كورناي، التابعة لولاية باتنة في سلسلة جبال الشلعلع، من أب يدعى مختار بن علي بن ملاح والمولود عام 1888 بحيدوسة، والذي كان عاملا في أحد المناجم قرب قريته تستغله شركة استعمارية، أما جده فكان طبيبا شعبيا يمارس مهنة التداوي بالأعشاب على الطريقة التقليدية، ومن أم تدعى (الطاوس حجام) المولودة في 1892 وأصلها من بلدية (افرحونن) ولاية تيزي وزو من جبال جرجرة الشامخة، وقد انجب أبواه عددا كبيرا من الأطفال فتوفوا جميعا ولم يعش منهم إلا طفلين وهما ذهبية وعلي.

## تعلمه
التحق بكتاب القرية لحفظ ما تيسر من القرآن الكريم خفية عن أنظار العدو زعملائهم كغيره من الجزائريين، ثم انتقل به والده غلى مدينة باتنة وهو لم يتجاوز بعد العقد الأول من عمره.
وفي مدرسة الأهالي بمدينة باتنة واصل تعلمه باللغتين العربية والفرنسية، ورغم السنوات القليلة التي قضاها في هذه المدرسة فقد استطاع أن يتقن القراءة والكتابة باللغتين معا، وهو في المستوى الذي يسمح ببلوغه لأغلب أبناء المنطقة ممن كان لهم الحظ في الدخول إلى المدرسة..إذ لا يحق لهم تجاوز المستوى الابتدائي وهو مخطط استعماري معروف، وقد انقطع عن الدراسة في نهاية الثلاثينيات بسبب خلاف بينه وبين معلمه الفرنسي الأصل، وراح يبحث عن العمل في مطلع الأربعينيات إبان الحرب العالمية الثانية لمساعدة اسرته الفقيرة.
وقد مكنته السنوات القليلة التي قضاها في المدرسة من الوصول إلى مستوى ثقافي معتبر حيث يستعمل اللغتين العربية والفرنسية بطلاقة وأصبح خطيبا شديد التأثير على مستمعيه.

## حياته الاجتماعية الاقتصادية
عاش مرحلة طفولته كغيره من الشباب الجزائريين في الحرمان وضنك العيش الذي فرضه الاستعمار الفرنسي على سكان المنطقة خاصة والجزائر عامة لا سيما بعد ثورة 1916 في كل من مروانة، باتنة، عين التوتة وما جاورها، أين شدد الاستعمار قبضته الحديدية على السكان بعد قتل ونفي المئات، وتجريد الباقين من أراضيهم وجميع ممتلكاتهم، فكان علي النمر كبقية الوطنيين يتابع عن كثب هذا الوضع غير الطبيعي الناتج عن انتقام العدو من السكان بعد كل ثورة من الظلم والاضطهاد والتعسف وثالوث الفقر والجهل والمرض المسلط على الشعب. ونظرا للوضع المادي السيء لأسرته، فقد اضطر إلى البحث عن اعمل لمساعدتها في بداية الاربعينيات، وفعلا تمكن من إيجاد منصب عمل في الشركة الصناعية للقبائل الصغرى التي كانت تقوم باستغلال الخشب في غابات هذه المناطق. وقد اشتغل في هذه الشركة مدة ست سنوات كعامل متخصص في النجارة فتمكن بذلك من تخفيف أثر الفقر والبؤس عن أسرته الصغيرة، وقد تزوج مبكرا في مطلع الأربعينيات وبالضبط عام 1943 بالسيدة (العلجة لوشن) بنت فرحات من عين التوتة وهي أخت المجاهد الشهيد (الطاهر لوشن)، الذي كان من المجاهدين الأوائل وأحد قادة الثورة. أنجب ولدا وحيدا منها، سنة 1946 المدعو عمار النمر ولا يزال على قيد الحياة، وقد كرر الزواج أثناء الثورة التحريرية بأرملة شهيد في المنطقة الثانية بآريس عندما كان على رأس المنطقة، ولم يخلف الأولاد من الزوجة الثانية.
ومن حيث رعايت لعائلته يقول عنه زميل صباه ورفيقه في حزب انتصار الحريات الديمقراطية المجاهد الحاج عبد الحفيظ عبد الصمد: "كان مهملا لعائلته من أجل الثورة والإعداد لها ومنفقا أمواله لصالح الحزب والوطن" ولم تحظ عائلته بالرعاية الكافية بسبب تخصيص حياته للجزائر الشيء الذي جعله لا يخلف شيئا من الممتلكات من حطام الدنيا الزائلة حيث كان يسكن منزلا متواضعا جدا لأبيه ببوعقال-باتنة مبني بلبنات التراب ومسقف بنبات الديس فوق قطعة من الأرض مساحتها حوالي نصف هكتار، باعها أبوه ثناء الثورة التحريرية لينفق على عائلته. وقطعة أرض أخرى مساحتها حوالي 2 هكتار ببوعقال باعها أبوه أيضا بعد الاستقلال عام 1967 بثمن بخس لتغطية نفقات الأسرة وزواج حفيده عمار النمر الذي لم يترك له أبوه الشهيد شيئا. توفي أبوه سنة 1970، ثم توفيت أمه سنة 1977 بعدما عانا الكثير من الفقر لأن ولدهما البطل لم يترك لهما شيئا إذ كان ينفق دخله الشهري من عمله على المناضلين، حيث كان كريما جدا.

## نضاله ونشاطه السياسي قبل الثورة
يؤكد زملاؤه في الحركة الوطنية أنه انضم إلى حزب الشعب الذي كان ينشط سرا أثناء الحرب العالمية الثانية وذلك في حدود سنة 1943 بباتنة وهو لم يتجاوز 18 سنة من عمره، ثم واصل نضاله وتعاظمت مسؤولياته ومهماته داخل حزب انتصار الحريات الديمقراطية ضمن خلية مدينة باتنة ثم في الخارج، إذ في أواخر سنة 1948 هاجر إلى فرنسا تحت غطاء البحث عن العمل في أوروبا بينما كان الهدف هو تجنيد المناضلين وتوعيتهم حيث استقر في منطقة (الزاس لوراين) كمسؤول حزبي يشرف على عدد من الخلايا التي كان يرأسها كل من لوشن الطاهر والعائب عمر ومحمد حرسوس المدعو بوحة وهم جميعا تحت مسؤوليته، بينما كان شيحاني بشير يتصل بالمناضلين وينسق النشاط بينهم في الجزائر وفرنسا.
بعد أكثر من سنتين قضاها في فرنسا في سبيل تعبئة صفوف المناضلين عاد إلى باتنة، ليواصل نشاطه السياسي كمسؤل عن عدد من الخلايا، إلى جانب ممارسته لنفس المهنة كتجار في شركة أمريكية تستغل الثورة الغابية بالمنطقة وقام بتنظيم إضراب عمالي كبير في الشركة، كما ساهم في التحضير والدعاية لانتخابات 1948 التي ترشح فيها مصطفى بن بولعيد وعندما وقع الانشقاق في حركة انتصار الحريات الديمقراطية 1953-1954 وقع تقهقر وتشدد في أوساط المناضلين وحدثت صراعات حادة أدت إلى تقلص أفراد بعض الخلايا وانحلال بعضها.
أين تمكن الشهيد علي النمر في هذه الظروف أن يساهم بفعالية في تشكيل خلايا جديدة في هذه الفترة لا سيما في عام 1954. ولم يقتصر نشاطه على مدينة باتنة وحدها بل استطاع أن يكون خلية حزبية في مدينة سريانة من مناضلين بعضهم كان يعمل تحت إشرافه في فرنسا. من أشهر زملائه في الخلية السرية التي أنشأت بعد الانشقاق في مدينة باتنة حرسوسي محمد المدعو بوحة- شهيد، ورشيد بوشمال أمين خلية – شهيد، وعبد الحفيظ عبد الصمد، والحاج لخضر أعبيدي وعمر العايب ومسعودي محمد.
كانت الخلية تعقد اجتماعاتها كلما دعت الضرورة وفي سرية تامة مع تغيير مكان الاجتماع في كل مرة.
وكان نشاط الشهيد على النمر محل ملاحقة واهتمام من طرف رجال الأمن الفرنسيين، إلا أن شدة كتمانه للسر وحنكته وذكائه جعلهم يعجزون عن كشف المهام التي كان يقوم بها من جهة وقوة ثقة المناضلين فيه وحبهم له من جهة أخرى. كان يتمتع بثقة كبيرة لدى مصطفى بن بولعيد، وله كفاءة سياسية وثقافية أكثر من جميع المناضلين الذي يترأسهم في الخلايا وله سمعة كبيرة في اوساط الشعب، يصفه بعض زملائه بأنه كان مؤمنا ومسلما حقا يصلي ويصوم ويأمر بالمعروف وينهى عن المنكر، وكان ذكيا جدا وداهية يجمع بين الجد والمرح والمزاح، وكثير السرية في الامور الخطيرة وشجاعا لا يهاب الموت والمخاطر، يعجز كل من يخالفه في الامور السياسية ويتغلب عليه بالحجة والإقناع، ويمتاز بالمهارة النادرة في تفسير الرؤيا وقوي البصيرة يعتمد على الإسلام والآيات القرآنية في التوعية وتوحيد المناضلين والجماهير الشعبية.

## نشاطه في الميدان الرياضي

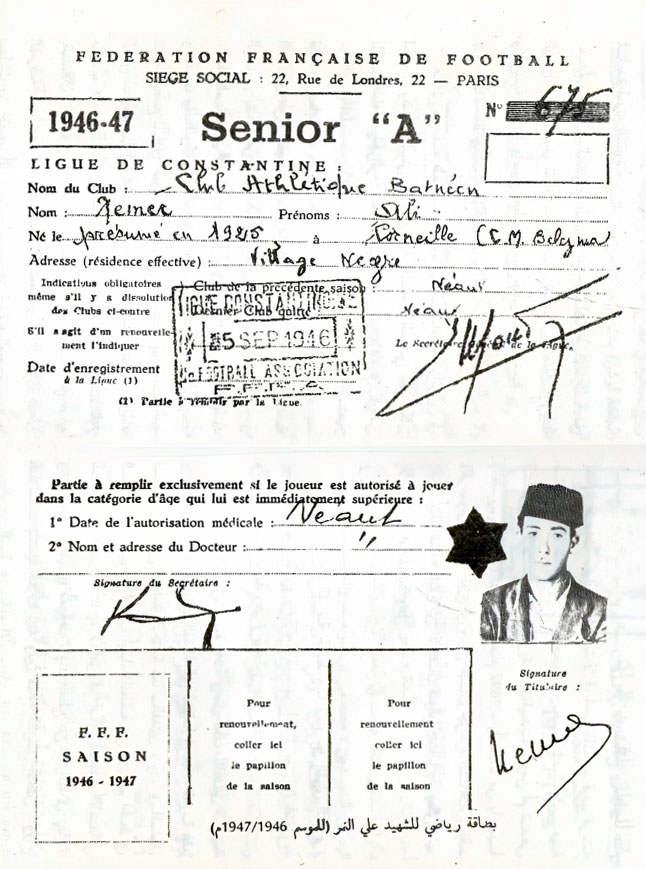
بطاقة انخراط علي النمر في الفدرالية الفرنسية لكرة القدم سنة 1946

إن الشهيد علي النمر لم يقتصر نشاطه على الجانب السياسي وحده بل تعداه إلى ممارسة النشاط الرياضي ليس من جل الراضة فحسب وإنما من أجل تعبئة وتكوين الشباب وغرس الروح الثورية في نفوسهم، حيث انخرط في صفوف الفريق الرياضي الباتني لكرة القدم سنة 1944 الذي تم تأسيسه عام 1932 ومارس فيه نشاطه كلاعب ماهر ممتاز إلى غاية 1948 أين توجه إلى فرنسا للقيام بمهمة نشر الوعي السياسي في أوساط المناضلين هناك، ولعل من الأدلة التي تؤكد ثورية هذا الفريق الرياضي الباتني أن أغلب أعضائه من لاعبين ومسيرين قد التحقوا بصفوف جيش التحرير، واستشهد كثير منهم في ميدان الشرف، إذ من بين حوالي ستين لاعبا و15 مسيرا قد استشهد منهم 36 لاعبا و 6 مسيرين، نذكر من بينهم الشهداء: محمد درانة، بن الطاهر بن علي، الذي استشهد عام 1958 ومصطفى سفوحي بن بورزق في 1957 مع ابنه أيضا وهما لاعبان في الفريق، ومن بين الشهداء أيضا العمراني العيد، كوكاش مسعود، بن بوزيد حميداتو، خلافنة صالح وأخيه إسماعيل 1958، حريزي إبراهيم، قليل عبد القادر وعبد الله، مستاك محمد لحسن، حمامي علي، نزاري رشيد، جاب الله محمد، حزامشعبان، بوليلة مسعود، بوعبسة محمد العربي ويوسف، تريكي بادي، مشلق عمار، زيور محمد العربي، جباري رابح، شلغوم عبد الوهاب، بخوش صالح، فرياني محمد، صغير عمر، دباش عبد الرحمن معرف إبراهيم، كشيدة عبد الله، بوشمال أحمد رشيد، شاوي عبد اللطيف، سعدي عبد المجيد، والبطل صالح نزار الذي كان له فضل السبق في تكوين وتشكيل فيالق جيش التحرير في المنطقة الأولى بولاية الأوراس عام 1957 وغيرهم من اللاعبين والمسيرين في هذا الفريق الرياضي الباتني الذي ساهم علي النمر في تجنيد أعضائه وتكوينهم وشحن نفوسهم بالروح الوطنية والثورية، وقد حل الفريق ونقطع عن نشاطه في مطلع جانفي 1955 حيث التحق جل أعضائه بصفوف جيش التحرير الوطني.

## أعماله ودوره أثناء الثورة التحريرية

### تفجير الثورة

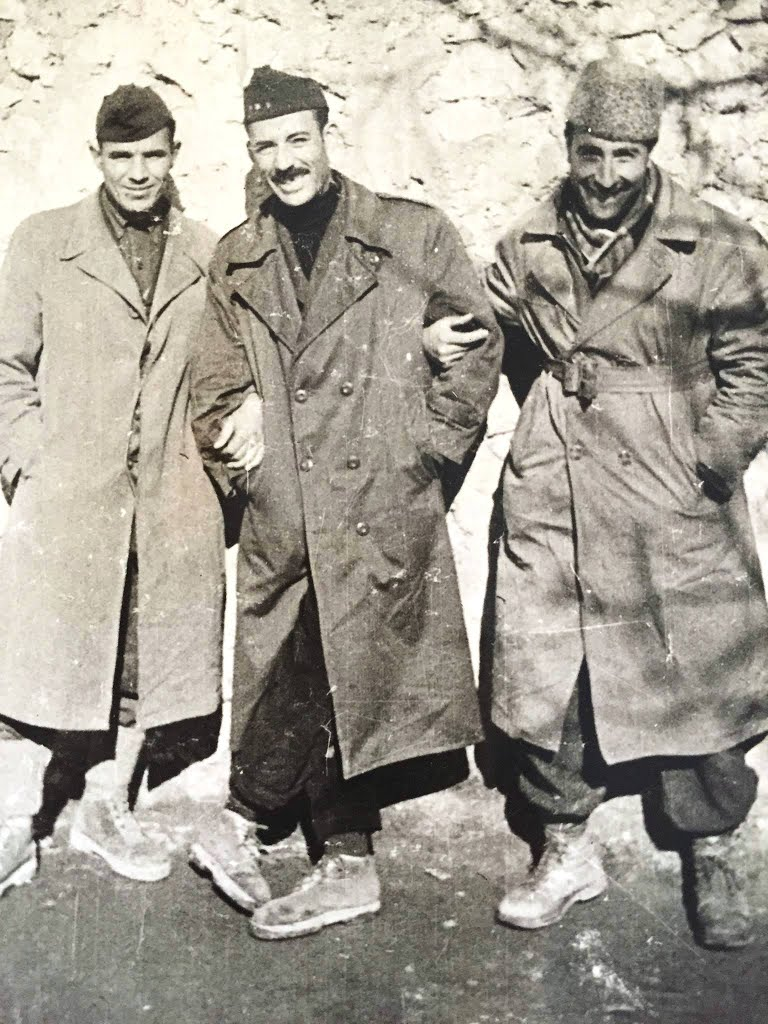
العقيد محمد لعموري على اليسار، العقيد عميروش آيت حمودة في الوسط والرائد علي النمر على اليمين سنة 1956.

إن أمر تفجير الثورة ليلة أول نوفمبر 1954 كان محاطا بسرية متناهية جدا لا يعلم لحظتها إلا مصطفى بن بولعيد ومناضلين قلائل. قسم ابن بولعيد مهام مناضليه إلى مهام عسكرية وأخرى سياسية قبيل لحظة اشتعال فتيل الثورة المباركة. عبي النمر من المناضلين الذين أسندت لهم المهمة السياسية في أواسط الجماهير الشعبية لدعم الجانب العسكري للثورة ماديا ومعنويا وغرس مبادئها في صفوف الشعب وتعبئتهم وتجنيدهم حولها.
ويرجع ذلك إلى أن علي النمر كان من المناضلين الذين تكشفهم فرنسا، ولم تتمكن من معرفة نشاطه ودوره الحقيقي في الإعداد للثورة. لذا لم يبرز علي النمر كجندي في هجمات ليلة أول نوفمبر، ولم يكن تخلفه عنها تقاعسا منه كما يدعي عليه البعض ممن كانوا يكرهونه ويحقدون عليه قبيل الثورة وأثنائها، بل بأمر من قادة الثورة الذين كلفوه بدعمها ماديا وسياسيا وهي مهمة صعبة جدا.
في الأيام الأولى من تفجير الثورة ألقي القبض على بعض المناضلين من الأحزاب الأخرى حيث حملوا علي النمر بالتحضير للثورة مما أدى إلى ملاحقته من طرف بوليس العدو واعتقاله في 1954/11/11 وسجنه في باتنة حوالي ثلاثة أشهر وتعذيبه ومحاكمته وكان المحامي المدافع عنه اليهودي (قج) المعروف ولم تتمكن فرنسا من معرفة الدور الذي كان يقوم به فاضطرت إلى إخلاء سبيله في شهر فيفري 1955. وبعد أيام عالج فيها آثار التعذيب التي تعرض لها في السجن، وبعد أن تأكد أن قواة الاستعمار الفرنسي لم تعد تمهله وظلت تلاحق تحركاته التحق بالعمل العسكري في صفوف جيش التحرير، إلى جانب إخوانه المجاهدين في أوائل شهر مارس 1955.

### مساهمته في نشر وتوسيع رقعة الثورة
منذ التحاقه بصفوف جيش التحرير الوطني عمل الشهيد علي النمر على نشر وتوسيع رقعة الثورة بتوعية وتعبئة الجماهير الشعبية وتجنيد الشباب في صفوف جيش التحرير الوطني وتعيين مسؤولين لاسيما في الجهة الغربية من ولاية الاوراس حتى القبائل الكبرى في الولاية الثالثة. توجه إلى الولاية الثالثة مع القائد الشهيد محمد لعموري ثلاث مرات أولاهما في بداية 1955 لتبليغ البريد إلى مسؤولي القبائل الكبرى بهدف التعاون والتنسيق والتشاور لنشر الثورة ودعمها وعلى مواجهة حركة المصاليين والقضاء عليها.
كانت رحلته الثانية قبل مؤتمر الصومام في حدود نهاية ربيع 1956، وقد صاحبه المجاهد دعاس المسعود إلى غاية المسيلة، ثم واصل معه الطريق المجاهد بلقاسم خرشوش ومصطفى ملاح، وقد وصل جبال جرجرة والتقى بالقائدين سي عميروش وعمران. ومكث هناك ما يزيد عن عشرين يوما وشارك في بعض المعارك التي وقعت مع المصاليين في جرجرة. وبعد مؤتمر الصومام سافر للمرة الثالثة إلى القبائل الكبرى، وقد حضر عددا من الاجتماعات من مسؤولي منطقة القبائل في القرية (أفرحونن) بتيزي وزو بين 1 و 11 جانفي 1957. كلف القائد علي النمر بمهمة الاتصال بمنطقة القبائل الكبرى بسبب معارفه الكثيرة بهذه الجهة لأن أخواله من هذه المنطقة (جرجرة) وقدرته على الإقناع، حيث يعتبر مفاوضا محنكا وسياسيا بارعا كما يصفه زملاؤه ورفاقه في الجهاد.